# Приз Ромі Шнайдер
Приз Ромі Шнайдер (фр. Prix Romy Schneider) — французька кінематографічна нагорода, яку присуджують щорічно молодим талановитим акторкам, що працюють у французькій кіноіндустрії.
Приз засновано у 1984 за ініціативою французьких журналістів Марлен та Ежена Муано та названо на честь видатної акторки Ромі Шнайдер (1938–1982). Вручається одночасно з Призом Патріка Девара (з 2008 року; з 1981 по 2006 рік приз мав назву Приз Жана Габена), який присуджують найкращому молодому актору Франції.

## Лауреати
| Рік  | Фото актора     | Лауреат(и)         | Країна            |
| ---- | --------------- | ------------------ | ----------------- |
| 1984 |                 | Крістін Буассон    | Франція           |
| 1985 |                 | Елізабет Буржін    | Франція           |
| 1986 |                 | Жульєт Бінош       | Франція           |
| 1987 |                 | Катрін Муше        | Франція           |
| 1988 |                 | Фанні Бастьєн      | Франція           |
| 1989 |                 | Матильда Мей       | Франція           |
| 1990 |                 | Ванесса Параді     | Франція           |
| 1991 |                 | Анн Броше          | Франція           |
| 1992 |                 | Анук Грінберг      | Франція           |
| 1993 |                 | Ельза Зільберштейн | Франція           |
| 1994 |                 | Сандра Шпайхерт    | Німеччина         |
| 1995 |                 | Сандрін Кіберлен   | Франція           |
| 1996 |                 | Марі Жиллен        | Бельгія           |
| 1997 |                 | Жулі Ґайє          | Франція           |
| 1998 |                 | Ізабель Карре      | Франція           |
| 1999 |                 | Матильда Сеньє     | Франція           |
| 2000 |                 | Клотильда Куро     | Франція           |
| 2001 |                 | Елен де Фужроль    | Франція           |
| 2002 |                 | Емма де Кон        | Франція           |
| 2003 |                 | Людівін Саньє      | Франція           |
| 2004 |                 | Лора Смет          | Франція           |
| 2005 |                 | Сесіль де Франс    | Бельгія           |
| 2006 |                 | Мелані Лоран       | Франція           |
| 2007 | не присуджували | не присуджували    |                   |
| 2008 |                 | Одрі Дана          | Франція           |
| 2009 |                 | Дебора Франсуа     | Бельгія           |
| 2010 |                 | Марі-Жозе Кроз     | Канада            |
| 2011 |                 | Анаїс Демустьє     | Франція           |
| 2012 |                 | Береніс Бежо       | Аргентина Франція |
| 2013 |                 | Селін Саллетт      | Франція           |
| 2014 |                 | Адель Екзаркопулос | Франція           |
| 2015 |                 | Адель Енель        | Франція           |
| 2016 |                 | Лу де Лааж         | Франція           |
| 2017 | не присуджували | не присуджували    |                   |
| 2018 |                 | Аделін д'Ермі      | Франція           |
| 2019 |                 | Діана Руксель      | Франція           |